# PowerBook 5300
Il PowerBook 5300 è stato il primo portatile Apple basato su processori PowerPC. Fu immesso sul mercato nell'agosto 1995 come uno dei prodotti di punta di Apple, sebbene presentasse vari problemi.

## Informazioni tecniche
Il PowerBook 5300, condividendo alcune parti del PowerBook 190, aveva di serie 8 MB di RAM, 2 slot PCMCIA, SCSI, ADB, un ingresso infrarossi, una porta modem (o entrata Ethernet) e una slot video per un eventuale secondo monitor. Inoltre includeva un lettore di floppy disk e Iomega Zip.

## Specifiche
Apple rese disponibili quattro modelli differenti del 5300, andando dal normale 5300 al 5300ce (molto più costoso).
Il primo modello, chiamato PowerBook 5300, aveva uno schermo a 640x480 a scala di grigio e costava 2300$. Il secondo, dal nome 5300cs, con schermo LCD 640x480 a colori, veniva a costare 2900$. Per i professionisti c'era poi il 5300c (schermo identico al modello precedente) a 3900$ e il 5300ce (schermo LCD 800x600 a colori) che raggiungeva il prezzo di 6800$.

## Problemi
Oltre a praticare prezzi troppo sostenuti, Apple incontrò moltissimi problemi con questo PowerBook. Il primo era rappresentato dalla sua CPU PowerPC 603e: la ditta di Cupertino aveva scelto di non includere una L2 cache, rendendo la macchina molto più lenta di ciò che poteva fare la CPU. Un altro problema era la fragilità del prodotto: moltissimi PowerBook non "sopravvivevano" al trasporto e arrivano a destinazione già inutilizzabili e rovinati.
Ma il problema più grosso, che costò ad Apple 500.000.000 di dollari, fu l'utilizzo dei nuovi prototipi di batterie al litio prodotte da Sony. Queste, pur avendo una maggiore autonomia, erano ancora in fase sperimentale e durante i test presero fuoco varie volte.

## Sul mercato
Apple mise in vendita questo portatile nell'agosto 1995 ma, viste le numerose recensioni sui giornali tecnologici (che gli attribuirono il soprannome di "FireBook"), il pubblico ne acquistò pochissimi esemplari, che vennero subito richiamati per cambiare le batterie con quelle all'idruro di nickel. Nonostante queste modifiche, il portatile continuò ad essere spesso richiamato in manutenzione per problemi con la scheda madre. Inoltre chi acquistò il PowerBook si trovò a dover fare continui aggiornamenti di sicurezza e del sistema che dovevano risolvere parte dei problemi.

## Cause
Questi continui problemi con il PowerBook 5300 furono principalmente causati dal tentativo di introdurre tecnologie troppo nuove e poco testate su personal computer di uso comune. Le batterie al litio di Sony non erano ancora pronte per fare il loro ingresso sul mercato, ma Apple volle comunque includerle nel nuovo portatile con risultati infelici.

## Conclusione
Apple spese più di 500 milioni di dollari per riparare i suoi modelli di PowerBook, che andarono ad aggravare la sua già debole situazione finanziaria. Nell'ottobre 1996, la ditta di Cupertino ritirò definitivamente questa serie di PowerBook per lasciare il posto al suo successore: il PowerBook 1400, che introduceva il lettore di CD-ROM.